# Безопасность не гарантируется
«Безопасность не гарантируется» (англ. Safety Not Guaranteed) — трагикомедийный фильм Колина Треворроу по сценарию Дерека Коннолли. Премьера состоялась 12 января 2012 года на кинофестивале Сандэнс, на котором картина удостоилась награды за сценарий имени Уолдо Солта. По оценке сайта IMDb бюджет картины составил около 750 тыс., по оценке ресурса scriptmag.com бюджет составил $200 тыс..

## Сюжет
Некто разместил в газете объявление «Требуется напарник для путешествия в прошлое. Это не шутка. Оплата по возвращении. Возьмите оружие. Безопасность не гарантируется. Я делаю это только второй раз.» Журналист решает написать про него статью и вместе с двумя стажёрами направляется на поиски автора объявления.

## В ролях
- Обри Плаза — Дариус
- Марк Дюпласс — Кеннет
- Джейк Джонсон — Джефф
- Каран Сони — Арно
- Дженика Бергер — Лиз
- Кристен Белл — Белинда
- Мэри Линн Райскаб — Бриджет
- Джефф Гарлин — отец Дариус
- Уильям Холл младший — Шеннон

## Отзывы
Фильм был хорошо встречен кинокритиками. На Rotten Tomatoes 91 % рецензий являются положительными, средний рейтинг составляет 7,5 из 10.
На сайте Metacritic фильм набрал 72 балла из 100, на основе 31 отзыва, что указывает на «в целом благоприятные отзывы».
Роджер Эберт похвалил фильм за качество диалогов, персонажей с глубиной и размеренным развитием, а также Марка Дюпласса за его сбалансированное исполнение.
«Безопасность не гарантируется» была названа «одним из самых влиятельных фильмов последнего десятилетия», с точки зрения его влияния на киноиндустрию. В 2012 году картина привлекла внимание Netflix, предвещая сериал.

## Награды и номинации
- 2012 — премия имени Уолдо Солта за лучший сценарий (Дерек Коннолли) на кинофестивале «Санденс».
- 2012 — премия ALMA лучшей актрисе в комедии или мюзикле (Обри Плаза).
- 2013 — номинация на премию Сатурн за лучший независимый фильм.
- 2013 — премия «Независимый дух» за лучший дебютный сценарий (Дерек Коннолли), а также номинация в категории «лучший дебютный фильм».